# مكتب مسجل
المكتب المُسجل هو العنوان الرسمي لشركة مؤسسة أو جمعية أو أي كيان قانوني آخر. عمومًا، سيكون جزءًا من السجل العام ومطلوبًا في معظم البلدان التي يمكن أن تتأسس فيها المنظمة أو الكيان القانوني. يتطلب وجود عنوان مكتب مسجل فعلي للمنظمات المؤسسة لتلقي المراسلات الرسمية والإشعارات القانونية من الإدارات الحكومية والمستثمرين والبنوك والمساهمين والجمهور.:209

## في المملكة المتحدة
في المملكة المتحدة، يتطلب قانون الشركات لعام 2006 أن يكون لدى جميع الشركات مكتب مسجل. يمكن تقديم الوثائق إلى الشركات عن طريق تسليمها إلى عنوان المكتب المسجل كما هو مسجل في سجل الشركات. يتطلب وجود عنوان المكتب المسجل للمنظمات المؤسسة لتلقي المراسلات الرسمية والإشعارات القانونية من الإدارات الحكومية والمستثمرين والبنوك والمساهمين والجمهور.:209 لا يجب أن يكون عنوان المكتب المسجل هو المكان الذي تمارس فيه المنظمة أعمالها الفعلية أو تجارتها، وليس من غير المعتاد أن تقدم شركات المحاماة والمحاسبون أو وكلاء التأسيس خدمة عنوان المكتب المسجل الرسمي. عمومًا، يجب أن يكون اسم الشركة المسجل مرئيًا للجمهور في مكتبها المسجل. يجب على الشركات تضمين عنوان مكتبها المسجل في جميع الاتصالات، مثل الرسائل، وعلى مواقعها الإلكترونية.
كان يجب سابقًا الاحتفاظ بالسجلات القانونية للشركة في المكتب المسجل وتكون متاحة للتفتيش العام؛ منذ 1 أكتوبر 2009، أصبح من الممكن للشركات تعيين موقع بديل واحد للتفتيش (SAIL) كمكان للاحتفاظ بسجلاتها التي يجب أن تكون متاحة للتفتيش العام.:210 منذ يونيو 2016، يمكن للشركات الخاصة اختيار الاحتفاظ بسجلات معينة في السجل المركزي الذي تحتفظ به وتقوم بنشره شركة سجل الشركات، بدلاً من الحفاظ على سجلاتها الخاصة.
يجب على الشركة أن تشير إلى أي من السلط القضائية الثلاثة في المملكة المتحدة التي سيحدد مكتبها المسجل فيها: إنجلترا وويلز، اسكتلندا، أو أيرلندا الشمالية. يمكن للشركات المدمجة في ويلز اختيار تسجيل عنوان مكتبها المسجل كعنوان في ويلز بدلاً من إنجلترا وويلز. بموجب اللوائح التي نُفِّذَت في المملكة المتحدة في 1 أكتوبر 2009، يمكن الآن لمديري الشركات أيضًا استخدام عنوان المكتب المسجل بدلاً من عنوان منزلهم الخاص للتواصل. رغم أن تسجيلهم القانوني هو في إنجلترا وويلز، أو في ويلز، وفقًا لسجل الشركات، يجب على الشركات عرض موقع المكتب المسجل للشركة بطريقة مشابهة لأحد التنسيقات المقترحة التالية:[بحاجة لمصدر]
(أ) الجزء من المملكة المتحدة الذي سُجِّلت الشركة فيه وهو:
بالنسبة للشركات المسجلة في إنجلترا وويلز إما:
- مسجلة في إنجلترا وويلز؛ أو
- مسجلة في إنجلترا؛ أو
- مسجلة في ويلز؛ أو
- مسجلة في لندن؛ أو
- مسجلة في كارديف."»

## دول أخرى
في العديد من الدول الأخرى، يجب أن يكون العنوان الذي سُجلت الشركة فيه هو المكان الذي يقع فيه مقرها الرئيسي أو مقرها، وغالبًا ما سيحدد ذلك السجل الفرعي الذي يجب تسجيل الشركة فيه.

## روابط خارجية
- سجل شركات يحتفظ بتفاصيل تسجيل الشركات البريطانية
- تأسيس شركة إرشادات سجل شركات المملكة المتحدة بما في ذلك شرح المكتب المسجل
- عناوين الشركات إرشادات مكتب شركات نيوزيلندا حول عنوان المكتب المسجل